# Tartar (rijeka)
Tartar, Terter ili Tartarčaj (armenski: Թարթառ, Tartar, prije Տրտու, Trtu, azerski: Tərtər, Tərtərçay, ruski: Терте́р, Тартар) je rijeka u Azerbajdžanu i nepriznatom Gorskom Karabahu. Duga je 184 km. Površina porječja iznosi 2650 km2. Istjek na udaljenosti 58 kilometara od ušća iznosi 23 m3/s. Izvire na Karabaškom visočju u Keljbadžarskom rajonu na visini od 3,120 m. Prolazi kroz Keljbadžar, Tartar i Bardu. Kod Barde se ulijeva u Kuru. Tartar ima četiri pritoke, od kojih su tri lijeve (Agdabančaj, Levčaj i Zarčaj), a jedna desna (Turagajčaj).

## Vanjske poveznice
|  | Zajednički poslužitelj ima još gradiva o temi Tartar (rijeka) |